# Heinz Vater
Albert Heinz Vater (* 29. Juli 1932 in Frankfurt (Oder); † 18. Juni 2015 in Berlin) war ein deutscher germanistischer Sprachwissenschaftler und Hochschullehrer der Universität zu Köln.

## Leben
Heinz Vater wurde in Frankfurt an der Oder als Sohn des Kaufmanns Max Vater und seiner Frau Herta Vater, geborene Weißmann, geboren. Da seine Mutter Jüdin war, gehört er als „Geltungsjude“ zu den Verfolgten der Zeit des Nationalsozialismus. Von 1951 bis 1955 studierte er an der Humboldt-Universität in Ost-Berlin Germanistik und bestand sein Staatsexamen mit der Note „sehr gut“. Im Anschluss arbeitete er als Assistent an der Deutschen Akademie der Wissenschaften bei Wolfgang Steinitz. Am 24. September 1961 floh er während eines Einsatzes der Betriebskampfgruppe an der Bernauer Straße in den Westen. Hier verteidigte er in Hamburg seine bereits in der DDR erfolgreich angenommene, aber noch nicht verteidigte Doktorarbeit, die 1963 unter dem Titel Das System der Artikelformen im gegenwärtigen Deutsch publiziert wurde, und wurde 1962 von der Universität Hamburg zum Dr. phil. promoviert. Nach einer kurzen Tätigkeit bei der Gesellschaft für deutsche Sprache in Lüneburg wurde er in Hamburg Assistent am Institut für Allgemeine und Vergleichende Sprachwissenschaft bei Hans Hartmann, wo er sich 1969 mit einer Arbeit über Dänische Subjekt- und Objektsätze habilitierte.
Im Jahr 1971 heiratete er Jytte Heine.
Von 1969 bis 1972 war Heinz Vater Associate Professor an der Indiana University in Bloomington, USA, bis er im April 1972 eine C4-Professur für Deutsche Sprachwissenschaft an der Universität zu Köln annahm. Hier lehrte er als ordentlicher Professor bis zu seiner Emeritierung im Juli 1997. Vater sprach neben Deutsch auch Englisch, Französisch, Dänisch und Russisch. Anfang des neuen Jahrtausends zog er nach Berlin zurück, wo er am 18. Juni 2015 in einem Krankenhaus starb.

## Veröffentlichungen (Auswahl)
- Das System der Artikelformen im gegenwärtigen Deutsch. 2. Auflage. Walter de Gruyter, 1979.
- Dänische Subjekt- und Objektsätze. 1973.
- mit Gertrud Harlass: Zum aktuellen deutschen Wortschatz. 1974.
- mit J. Calbert: Aspekte der Modalität. 1975.
- Einführung in die Zeit-Linguistik. Gabel, 1991.
- Einführung in die Textlinguistik: Struktur, Thema und Referenz in Texten. Fink, 1994.
- Einführung in die Sprachwissenschaft. UTB, 1994.
- Referenz-Linguistik. Fink, 2005.
- als Mitherausgeber: Germanistik. Internationales Referatenorgan mit bibliographischen Hinweisen. Niemeyer.